# اسپرینگ گروو (مینه‌سوتا)
اسپرینگ گروو، مینه‌سوتا (به انگلیسی: Spring Grove, Minnesota) یک شهر در ایالات متحده آمریکا است که در شهرستان هیوستون واقع شده‌است.

## خصوصیات
اسپرینگ گروو ۲٫۴۹ کیلومترمربع مساحت و ۱٬۳۳۰ نفر جمعیت دارد و ۴۰۳ متر بالاتر از سطح دریا واقع شده‌است.